# (9010) Candelo
(9010) Candelo ist ein Asteroid des Hauptgürtels. Er wurde am 27. April 1984 vom italienischen Astronomen Vincenzo Zappalà  am La-Silla-Observatorium der Europäischen Südsternwarte in Chile (IAU-Code 809) entdeckt.
Benannt wurde der Asteroid am 20. Mai 2008 nach der Gemeinde Candelo in der Provinz Biella, Region Piemont, die für den Ricetto di Candelo, einen im Mittelalter befestigten und sehr eng bebauten Ortsteil, bekannt ist.